# Hovik Vardoumian
Hovik Vardoumian [lire Vartoumian, de vart, la rose] (en arménien Հովիկ Վարդումյան ; né en 1940 à Jojkan) est un écrivain arménien, auteur de nouvelles et de romans.

## Biographie
Hovik Vardoumian naît le 26 juillet 1940 dans la localité de Jojkan, dans l'actuel marz de Lorri, au nord de l'Arménie. Ayant étudié à l'École polytechnique d'Erevan, il devient ingénieur-constructeur à l'Institut de physique d'Erevan.
Poète à ses débuts, à partir de 1957, il passe ensuite à la prose (nouvelles et romans) mais n'est que peu publié sous l'ère soviétique : il est en effet considéré comme dissident par le régime. Il sert ensuite comme volontaire durant la guerre du Haut-Karabagh jusqu'en 1994.
Membre de l'Union des écrivains d'Arménie, il est depuis lors régulièrement publié et a reçu divers prix dans son pays. Il a en outre été traduit notamment en russe, en ukrainien, en persan, en anglais et en français. Il fut l'ami du prosateur Hrant Matévossian, l'auteur de « Soleil d'automne », dont Bagrat Hovhannessian s'inspira pour son film (Osenneye solntse – Soleil d'automne), en 1977. Son écriture simple est celle d'un écrivain engagé, témoin de l'histoire contemporaine de son pays.

## Œuvres
- Une telle histoire, 1983
- La vallée des rêves, 1986
- Les aigles meurent ainsi, 1997

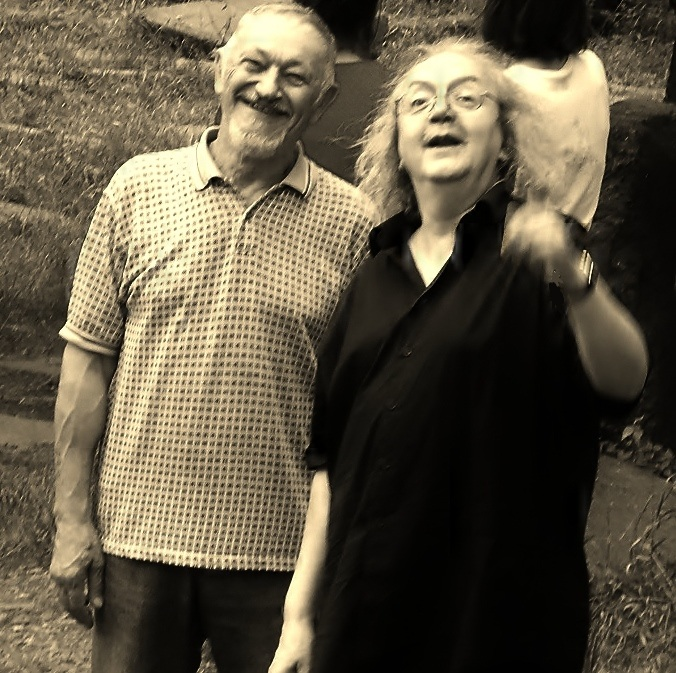
Hovik Vardoumian et Serge Venturini en 2011.

- Le commandant des soldats d'attaques, 1999
- Le retour de la déesse Anahite, 2002
- Un court roman pour les hommes, 2003
- Labyrinthe, recueil de nouvelles, 2003
- Conversation avec Hrant Matévossian, 2003
- Kanter, 2011